# Fort Necessity

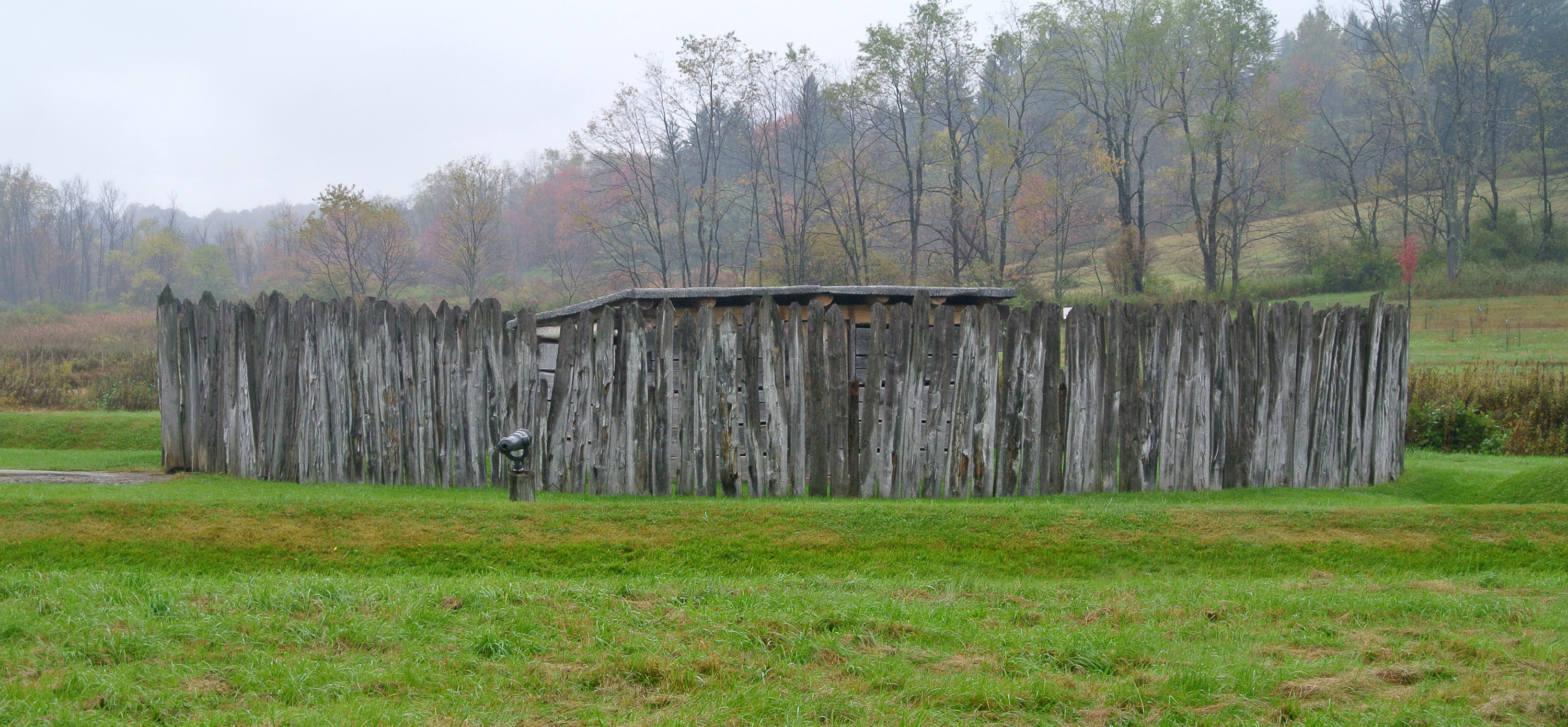
Reconstrucción de Fort Necessity.

Fort Necessity («Fuerte Necesidad» en español) fue uno de los primeros fuertes que usaron los ingleses para defenderse de los franceses en la Guerra Franco-india. Fue ideado por George Washington en 1754 tras la batalla de Jumonville Glen con la intención de frenar el avance francés en el territorio del Ohio. Fue atacado a los pocos meses de ser construido, el 3 de julio de 1754, en lo que se conoció como la batalla de Great Meadows. Esta batalla supuso la única derrota de Washington en el campo de batalla y concluyó con la destrucción del fuerte.

## Diseño y construcción
Estaba construido en un claro del bosque, en una hondonada. Era muy simple y medía aproximadamente 3 por 4 metros. El tejado estaba cubierto con pieles de animales para protegerlo del mal tiempo. El fuerte tenía una empalizada de forma circular y medía entre dos y dos metros y medio de altura y tenía 16 metros de diámetro. Estaba situado entre dos arroyos. Tardó 5 días en ser construido.

## Historia
Tras haber fallado en su intento de construir un fuerte en el río Ohio en enero de 1754, el gobernador de Virginia, Robert Dinwiddie, envió al coronel George Washington a construir una carretera a través del bosque hacia el río Monongahela para facilitar el traslado de tropas hacia la región. Cuando estaba construyendo la carretera, Washington y su grupo llegó a Great Meadows, lugar que consideraron un buen sitio para acampar. Los indios aliados de los ingleses le informaron de que un grupo de franceses se les estaban acercando, por lo que Washington tomó a 40 de sus acompañantes para encontrar al grupo francés. En la mañana del 28 de mayo Washington encontró al pequeño grupo, al mando de Joseph Coulon de Jumonville de Villiers, y lo atacó. Durante el ataque murieron 10 militares franceses y muchos fueron capturados. Tras el combate, Tanacharison atacó y mató a de Villiers. Esta escaramuza supuso el comienzo de la guerra Franco-india.
Tras volver a Great Meadows, Washington decidió reforzar su posición. Construyó un almacén para guardar los víveres y armas al que llamó Fort Necessity. Erigieron una empalizada para proteger los víveres. El 12 de junio, Washington mandaba sobre 293 colonos y otros 100 regulares. Washington pasó todo junio ampliando la carretera más allá del fuerte hasta el río Monongahela.
El 3 de julio, 600 militares franceses y 100 indios, dirigidos por Louis Coulon de Villiers, hermano de Jumonville, atacaron el fuerte en la batalla de Great Meadows. Durante todo el día una intensa lluvia inundó y embarró la hondonada donde estaba el fuerte, haciendo difícil la defensa y estropeando la pólvora. Además los indios aliados de Washington habían salido del fuerte varios días antes alegando que no tenía buenas defensas. Al terminar el día, y tras haber sufrido un intenso ataque, Washington tuvo que rendirse sin saber que los franceses también estaban a punto de retirarse. Aceptando el tratado de rendición, tuvo que irse del fuerte el 4 de julio, tras lo cual los franceses lo destruyeron.
Actualmente el fuerte ha sido reconstruido y ha sido declarado National Battlefield Site.